# Rías de Galicia

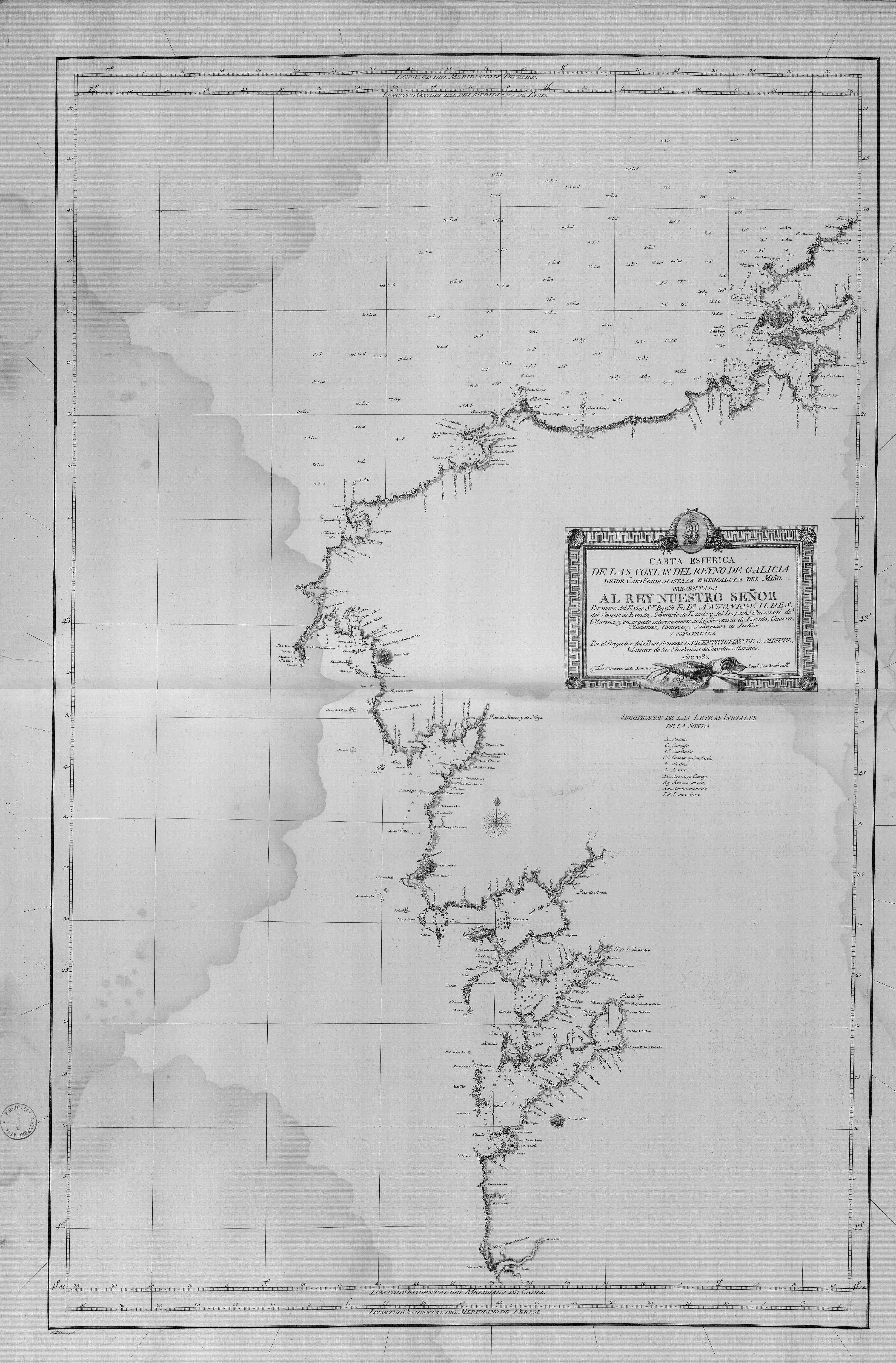
Carta náutica de 1787 con las diferentes rías gallegas.

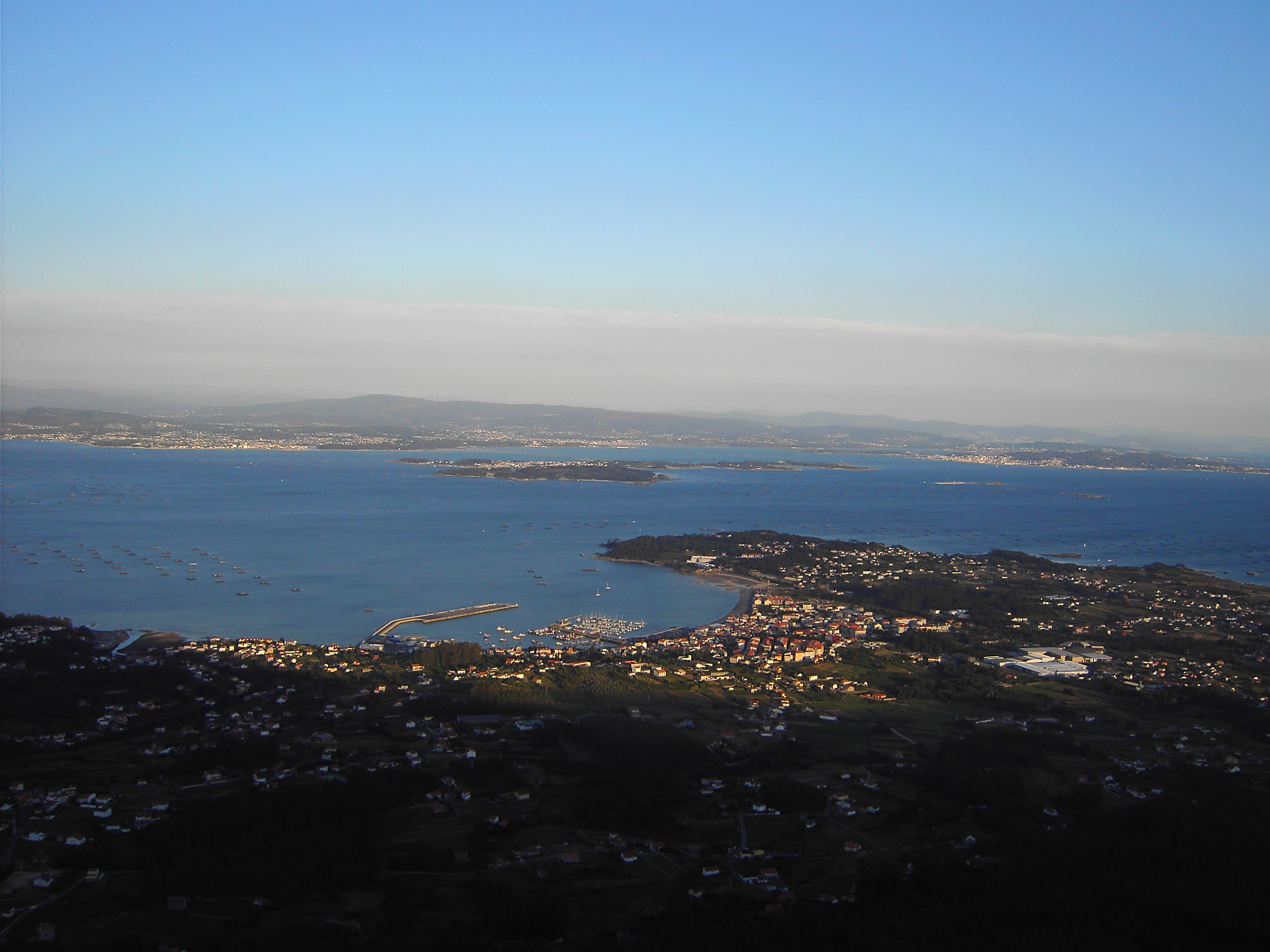
La ría de Arosa es la mayor ría gallega en superficie.

Las rías de Galicia son una de las peculiaridades de la geografía de Galicia, comunidad autónoma española. Las rías son indentaciones en la costa en las que el mar anegó valles fluviales por el descenso del nivel terrestre (y ascenso relativo del nivel del mar). Las rías gallegas están tradicionalmente divididas en Rías Altas y Rías Bajas, según su posición respecto a Finisterre.
Las rías tienen una gran importancia pesquera (la costa gallega es una de las zonas pesqueras de mayor relevancia internacional) y turística (por sus entornos paisajísticos y playas).

## Descripción
Tomando el cabo Finisterre como límite, las rías gallegas se suelen clasificar como rías Altas o rías Bajas.
Las rías Altas son las rías de la costa de la Muerte, las del golfo Ártabro y el mar Cantábrico. Las rías Altas comprenden las de Ribadeo (o del Eo), Foz, Vivero y del Barquero, en el mar Cantábrico (es decir, al este del cabo Ortegal como punto de referencia de separación entre el mar Cantábrico y el océano Atlántico). También se suelen incluir en las rías Altas las a veces denominadas medias o centrales, entre las que se incluyen las rías de Ortigueira, Cedeira, Ferrol, Ares, Betanzos, La Coruña, Corme y Lage y Camariñas. Las rías de Ferrol, Ares-Betanzos y La Coruña o El Burgo son rías interiores centrales y se suelen clasificar como rías del Golfo Ártabro.
Las Rías Bajas, todas en la fachada atlántica y situadas al sur del cabo Finisterre, son de mayor tamaño. De norte a sur, son las de Corcubión, Muros y Noya, Arosa, Pontevedra, Aldán, Vigo y Bayona.

## Origen y geología de las rías gallegas

### Origen de las rías
La costa atlántica y cantábrica de la península presentan una morfología que nacería con la rotura de las placas tectónicas al comienzo del Mesozoico y que daría fruto a la aparición de las rías. Con la rotura de Pangea en el Mesozoico aparece el Océano Atlántico. Ese nuevo océano surge de una triple rotura del continente, que dio comienzo a la separación de la placa Ibérica, la Europea y la Norteamericana. Así, a finales del Mesozoico, la costa peninsular atlántica y cantábrica quedaron definidas geomorfológicamente como en la actualidad. Esa fragmentación hizo aparecer la costa ibérica, que se modeló durante el Paleoceno en la forma que hoy la vemos. Durante el Paleoceno, esa nueva costa fragmentada fue modelada por la acción fluvial de incisión, algo que sería más marcado en la fachada atlántica de la península que en la cantábrica.
Desde el momento de la rotura de las placas, la costa cantábrica peninsular y la atlántica evolucionaron de diferente manera. La margen cantábrica actuó como una zona de choque hasta el Eoceno. Por contra, la zona atlántica fue, desde el primer momento de rotura de Pangea, una región donde la costa se expandió y contrajo de forma pasiva continua. Así, la litosfera se enfrió progresivamente a medida que avanzaba la línea de ruptura del Atlántico. Eso permitió la expansión de esa parte de la placa y su hundimiento. Durante el Terciario, la parte oeste peninsular se fue hundiendo por acumulación de sedimentos en su plataforma continental. Eso provocó la aparición de bordes de placa pasivos en lo que se darían ascensos isostáticos de placa y una acentuada erosión por flujos fluviales. Esa erosión fue más acentuada en la parte atlántica de la península mientras que fue más suave en la parte cantábrica. Este proceso de descensos de nivel de base del mar y la adaptación de la red fluvial fue lo que dio lugar a la aparición de las rías.
Las rías no llegaron a estar cubiertas por el mar hasta aproximadamente el Neógeno. Se estima que durante el Pleistoceno el mar estaba a varios kilómetros de la actual línea de costa. Durante el Pleistoceno ese límite variaría, aumentando y reduciéndose, hasta que llegó a la altura de costa de hoy en día. Durante el Paleozoico, por las oscilaciones glaciales e interglaciales, la erosión fluvial modelaría, y haría más acusada la morfología de las zonas fluviales que acogen las rías.
Las rías de la costa oeste, las rías Bajas (Lage, Camariñas, Muros, Arosa y Vigo), serían las primeras en aparecer. Las rías altas (de Ribadeo, Foz, Vivero, Barquero y Ortigueira) serían más recientes, del Neógeno. En concordancia con lo anterior, las rías del Golfo Ártabro (Ferrol, Ares-Betanzos y el Burgo) serían rías de transición que aparecieron entremedias en el tiempo.

### Litología y morfología

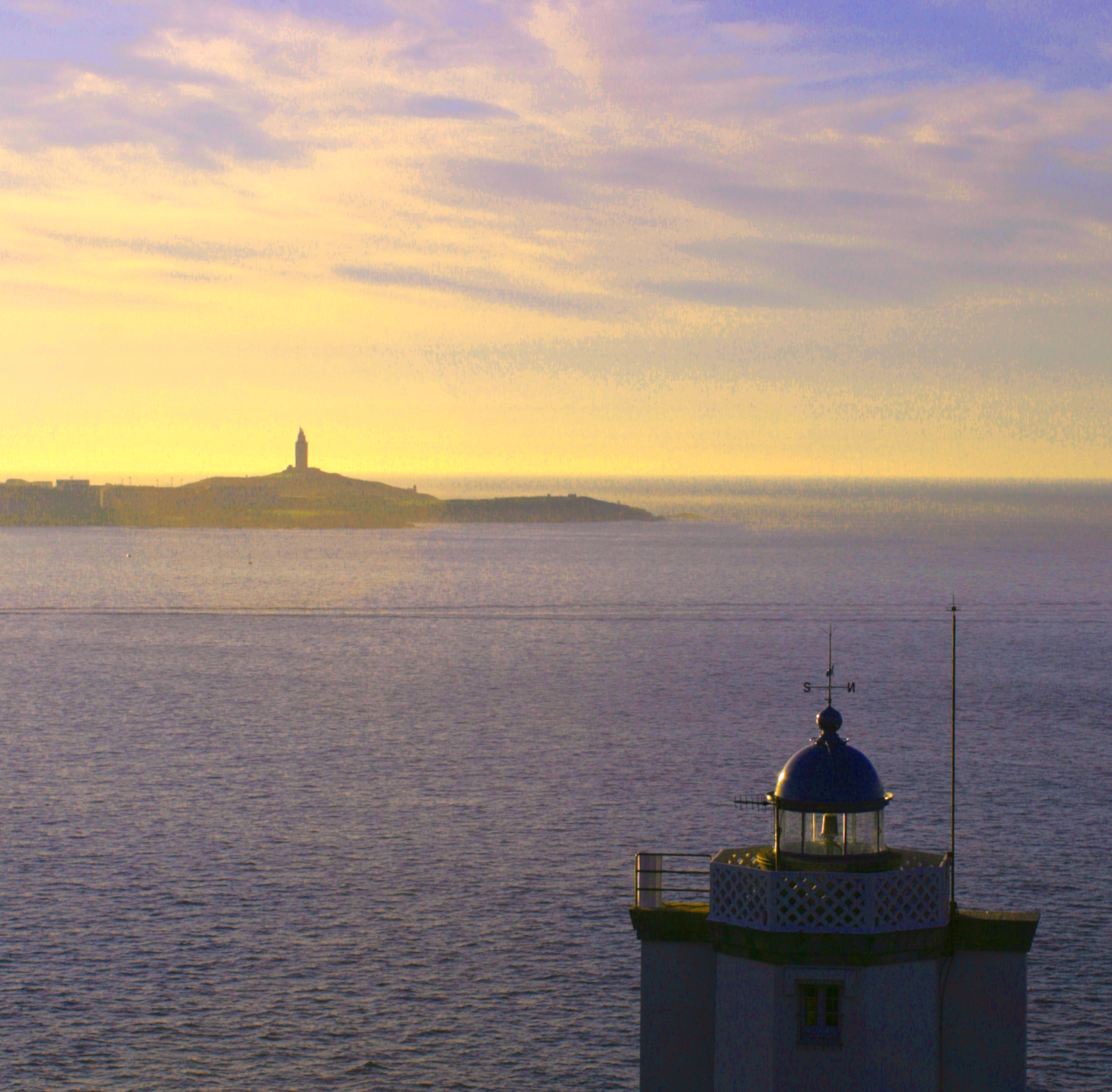
Boca de la ría da Coruña, entre la Torre de Hércules y el faro de Mera.

Las rías se pueden clasificar en bloques según la orientación de la fachada de la ría con respecto al mar, ya que eso determina correctamente los principales elementos de su orogenia y del momento de alzamiento geológico de cada bloque. La clasificación es:
- Rías Altas o bloque septentrional: son rías completamente transversales con respecto a la costa, como lo son la Ría de Ortigueira, la Ría del Barquero y la Ría de Vivero; y más recientes y similares al perfil de las rías asturianas, como la Ría de Foz y la Ría de Ribadeo.
- Rías Medias y rías de la Costa Ártabra: son las rías del noroeste gallego y que aparecen en llanuras uniformes. Son:
  - la ría de Cedeira
  - las rías del Golfo Ártabro: las rías del Burgo, Ares-Betanzos y la de Ferrol
  - las rías de la Costa de la Muerte: las rías de Muros, Corcubión, Camariñas y Corme
- Rías suroccidentales o rías Bajas: son rías amplias, transversales a la costa, a los plegamientos tectónicos y a las unidades petrográficas. Son las rías de Arosa, Pontevedra y Vigo.

Las orientaciones de las rías son de NNE-SSO (Ría de Arosa), NE-SO (Rías Bajas), y NO-SE (Ría de Corme y el Golfo Ártabro). Las rías Bajas se formaron a favor de las fracturas tectónicas, los ríos se encajonaron en ellas y erosionaron los valles haciéndolas más anchas. En estas rías el fondo de la ría es más profundo, por la intersección de fracturas de placa en se interior. Las rías de la Costa de la Muerte son más pequeñas, se dan sobre intersecciones de fracturas de placas y su forma quedó definida por la intersección de estas. Las rías Ártabras están definidas por su litología: quedan cerradas dentro de granitos resistentes en el borde lateral y ensanchadas por la facilidad de erosión del macizo interior.
En los estuarios se pueden observar diferentes efectos de la erosión por surgencia. En los valles recientes, como el tramo final del Tambre, la erosión se produjo por un encajonamiento sobre fondos hercinianos de antiguos valles, y de ahí el origen de los saltos presentes en los perfiles de la ría. En otros casos, fue una erosión hacia arriba de los rellenos aluviales lo que provocó que formaran terrazas aluviales (terrazas fluviales). Es el caso del tramo bajo del Río Miño (que no suele clasificarse como ría).

## Dinámica hidrológica y flujo de nutrientes
La costa noroeste de la península marca el límite superior del sistema de Surgencia del Atlántico Noroeste, que trae aguas desde el sur de Dakar hasta el norte de la península ibérica. La costa galega tiene un régimen de vientos estacionales que marca la entrada de algunas de esas masas de agua en el interior de las rías. Durante la época seca, de marzo-abril a septiembre-octubre, el viento sopla del sur hacia al norte y favorece la entrada de una corriente este de la masa de Aguas Centrales del Atlántico Norte (abreviado e en inglés, ENACW) en el interior de las rías. Por contra, durante el período húmido, de octubre a marzo, el viento sopla hacia el norte y no favorece la entrada de corrientes en el interior de las rías. Así, en el momento de surgencia, que prevalece en la primavera y verano, las aguas entrantes en la ría provienen de la ENACW; que son aguas frías, que se mueven en profundidad y con altas concentraciones de nutrientes, como nitratos. Por contra, en otoño e inverno, la costa galega está dominada por la Corriente Ibérica Polar (abreviado e en inglés, IPC), que es de agua salada, caliente y exterior a la costa. Cuando al ENACW domina en la costa, que es en los momentos de alta luz y de surgencia de la primavera y verano, entran nutrientes en las rías y se favorece el crecimiento del fitoplancton; con lo cual, existe una elevada producción primaria de los ecosistemas de las rías gallegas. Por el contrario, durante el invierno, el agua IPC que ingresa a las rías aumenta la salinidad del agua y provoca la reducción de la concentración de nutrientes. Esto se ve acentuado por la afluencia de corrientes fluviales de los ríos.
La dinámica de surgencia domina desde Finisterre hasta el sur, las rías Bajas, y es más frecuente e intensa durante la temporada de abril a septiembre. Sin embargo, la surgencia en las rías central y norte es más discontinua y menos intensa. De hecho, mientras en las rías Bajas esta entrada es casi continua, las rías de la Costa Ártabra nunca tienen entradas de aguas de la ENACW en su interior. Por ello, las rías de Bajas son sistemas de eutróficos, o de producción primaria neta positiva; y las rías central y norte son sistemas mesotróficos, o de productividad intermedia.